# Santiago Tlautla
Santiago Tlautla es una localidad mexicana, ubicada en el municipio de Tepeji del Río de Ocampo en el estado de Hidalgo. En la localidad pasa el Camino Real de Tierra Adentro; y pertenece a uno de los sesenta sitios del mismo, que fueron declarados Patrimonio de la Humanidad.

## Geografía
Se encuentra en la región geográfica del Valle del Mezquital; a la localidad le corresponden las coordenadas geográficas 19° 57’ 12.89” de latitud norte y 99° 22’ 18.30” de longitud oeste, con una altitud de 2100 m s. n. m.  Cuenta con un clima  templado subhúmedo con lluvias en verano, de menor humedad.
En cuanto a fisiografía se encuentra dentro de la provincia del Eje Neovolcánico, dentro de la subprovincia de Lagos y volcanes de Anáhuac; su terreno es de lomerío.  En lo que respecta a la hidrografía se encuentra posicionado en la región del Pánuco, dentro de la cuenca del río Moctezuma, en la subcuenca del río Tlautla.

## Demografía
En 2020 registró una población de 2567 personas, lo que corresponde al 2.84 % de la población municipal.; de los cuales 1244 son hombres y 1323 son mujeres. Tiene 677 viviendas particulares habitadas.
| Gráfica de evolución demográfica de Santiago Tlautla entre 1900 y 2020                       |
|                                                                                              |
| Población de los censos y conteos del Instituto Nacional de Estadística y Geografía (INEGI). |

## Cultura

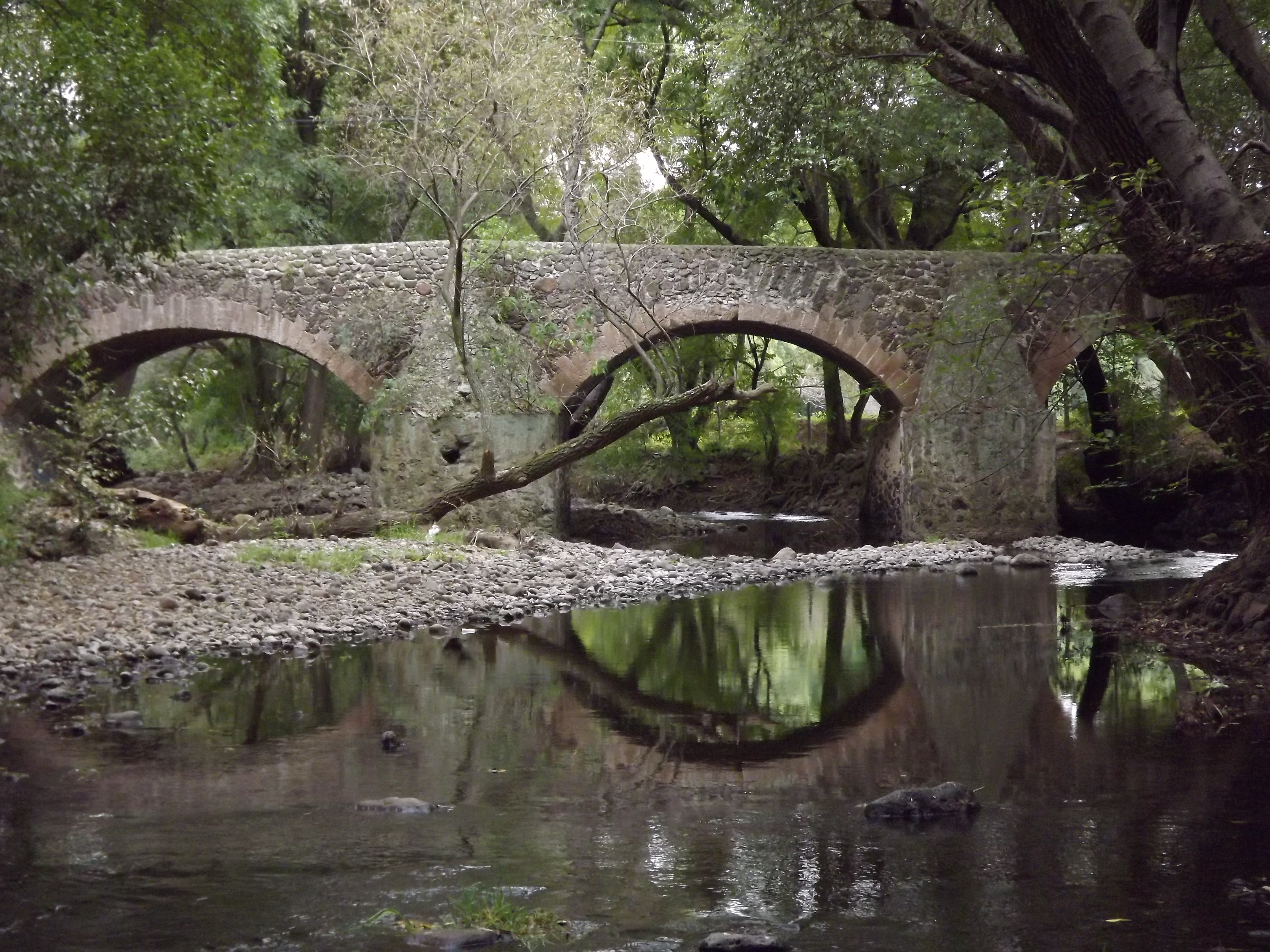
Puente de Tlautla también conocido como el Puente las Ánimas.

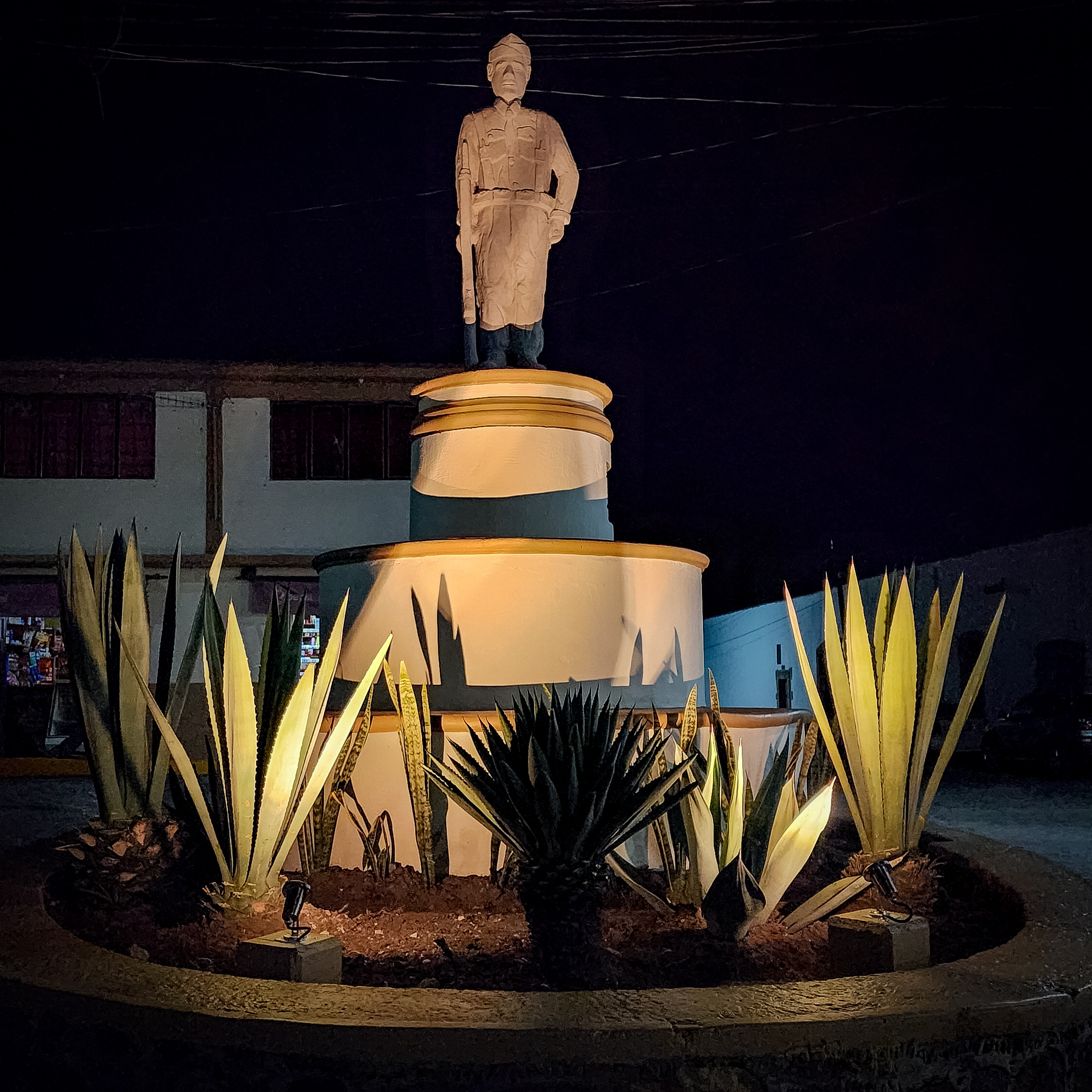
Monumento al soldado.

### Arquitectura
La Parroquia de Santiago Apóstol es una construcción del siglo XVIII. Se conserva una cruz atrial, fechada en 1749. Es de una sola nave dividida por tres arcos en cuatro secciones; a la derecha se levanta la torre cuadrangular de dos cuerpos, con un macizo piramidal con una cruz.
El Puente de Tlautla es también conocido como el Puente las Ánimas, debido a que la gente asegura que ha visto o escuchado a La Llorona y otras apariciones de almas en pena. Es un puente de tres ojos formado por arcos de cantera, sostenidos por contrafuertes y soportes de mampostería de piedra irregular, que sostiene el pavimento de piedra. Los arcos no se trazaron regularmente en su desarrollo, así unos son más altos que otros debido a las características del suelo.

### Patrimonio de la Humanidad
La localidad pertenece al Camino Real de Tierra Adentro, declarado Patrimonio de la Humanidad el 1 de agosto de 2010. De los sesenta sitios declarados, Santiago Tlautla se encuentra en el denominado “Tramo del Camino Real entre el puente de La Colmena y la antigua Hacienda de La Cañada”, que es donde mejor se conserva esta vía. Aquí se encuentra la Parroquia de Santiago Apóstol, el monumento al soldado y el Puente de Tlautla.